# Stryi
Stryi (em ucraniano:  Стрий, em polonês/polaco:  Stryj) é uma cidade da Ucrânia, situada no Oblast de Lviv. Tem 16,95 km² de área e sua população em 2020 foi estimada em 59.730 habitantes.